# Tchoffi I
Tchoffi I (ou Tchoffi Foulbe) est une localité du Cameroun située dans l'arrondissement de Ndoukoula, le département du Diamaré et la région de l’Extrême-Nord. Elle fait partie du canton de Gawel.

## Population
En 1975, la localité comptait 224 habitants, dont 198 Peuls et 26 Guiziga.
Lors du recensement de 2005, on y a dénombré 620 personnes.